# Prophecy (album Capletona)
Prophecy – czwarty album studyjny Capletona, jamajskiego wykonawcy muzyki reggae i dancehall.
Płyta została wydana 7 listopada 1995 roku wspólnym nakładem wytwórni African Star Records oraz Rush Associated Labels (za dystrybucję w USA odpowiadała nowojorska wytwórnia Def Jam Recordings). Produkcją nagrań zajęli się Herbie Miller oraz Drew Dixon.
25 listopada 1995 roku album osiągnął 3. miejsce w cotygodniowym zestawieniu najlepszych albumów reggae magazynu Billboard (ogółem był notowany na liście przez 41 tygodni).

## Lista utworów
1. "Tour"
2. "Big Time"
3. "Obstacle"
4. "Leave Babylon"
5. "Heathen Reign"
6. "Don't Dis the Trinity"
7. "No Competition"
8. "Wings of the Morning"
9. "See From Afar"
10. "Babylon Judgement"
11. "Glorious Morning"
12. "Chant"
13. "Wings of the Morning" feat. Method Man
14. "Heathen Reign (Lil Jon & Paul's Mix)"
15. "Tour (Lil Jon & Paul's Mix)"
16. "Chalice (hidden track)"

## Twórcy

### Muzycy
- Capleton – wokal
- Method Man – rap (gościnnie)
- Lloyd "Gitsy" Willis – gitara
- Donald "Bassie" Dennis – gitara basowa
- Robbie Shakespeare – gitara basowa
- Sly Dunbar – perkusja
- Cleveland "Clevie" Browne – perkusja
- Christopher "Sky Juice" Blake – perkusja
- Herman "Bongo Herman" Davis – perkusja
- Wycliffe "Steely" Johnson – instrumenty klawiszowe
- Paul "Wrong Move" Crossdale – instrumenty klawiszowe
- Paul "Jazzwad" Yebuah – instrumenty klawiszowe
- Clive "Azul" Hunt – instrumenty klawiszowe
- Felix "Deadly Headley" Bennett – saksofon
- Dean Fraser – saksofon

### Personel
- Paul Lewis – remiksy
- Jonathan "Lil Jon" Smith – remiksy
- Collin "Bulby" York – inżynier dźwięku, miks
- Tom Coyne – mastering
- Klaus Schönwiese – zdjęcia